# George Lyttleton Rogers

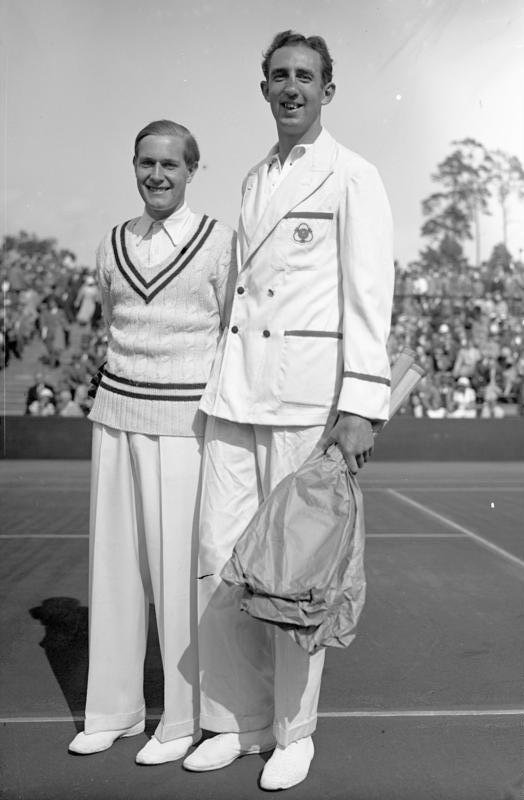
Gottfried von Cramm (links) mit Rogers, Juni 1932

George Lyttleton Rogers (* 10. Juli 1906 in Athy; † 19. November 1962 in Los Angeles) war ein irischer Tennisspieler.
Mitte der 1920er spielte er für Irland im Davis Cup. 1929/30 nahm er am Rogers Cup teil. 1930 ging er in die USA, wo er im Los Angeles Tennis Club (unter Perry T. Jones) in die Profiliga aufstieg.